# Rocío Monasterio

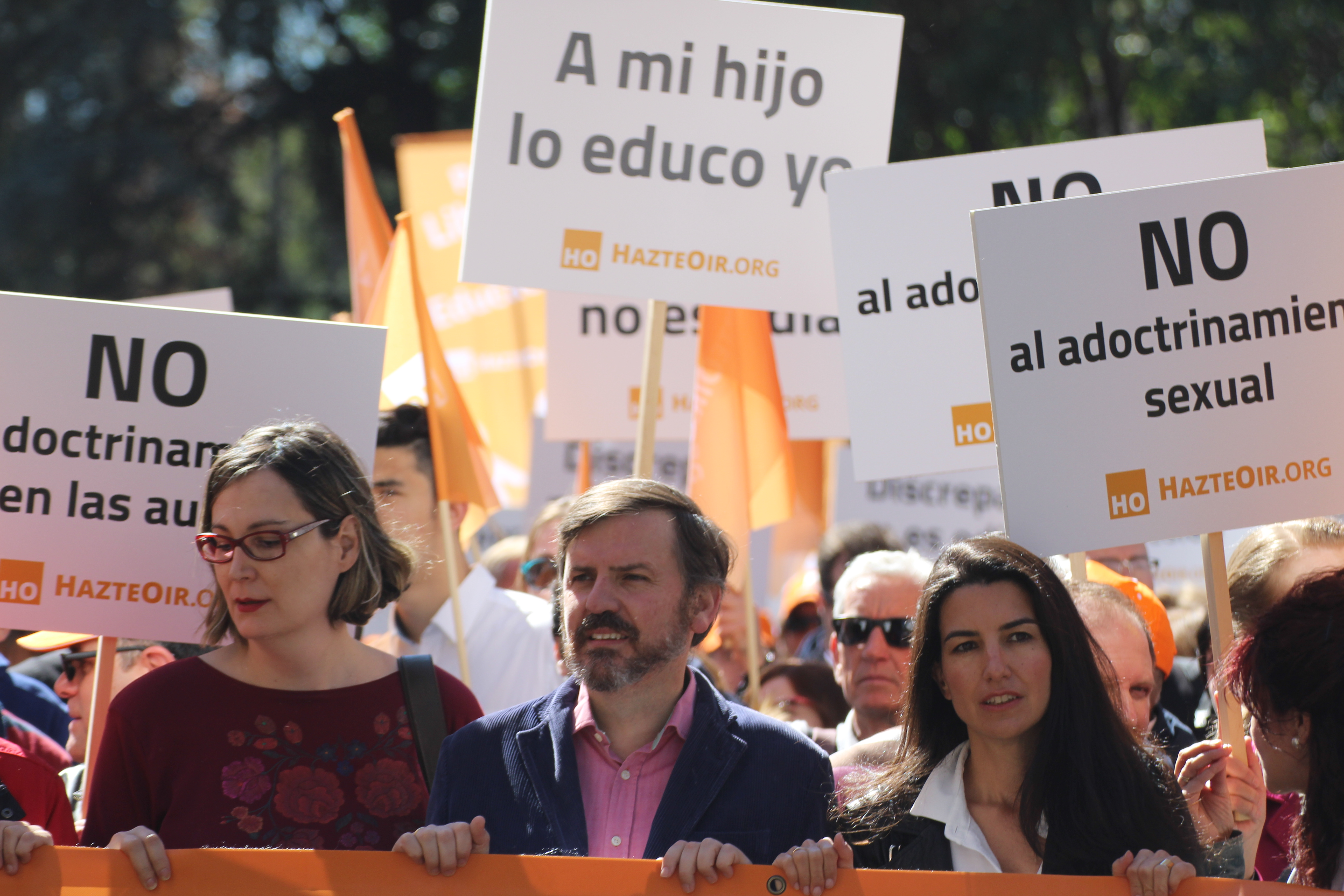
Rocío Monasterio (à droite) lors d'une manifestation de HazteOír.

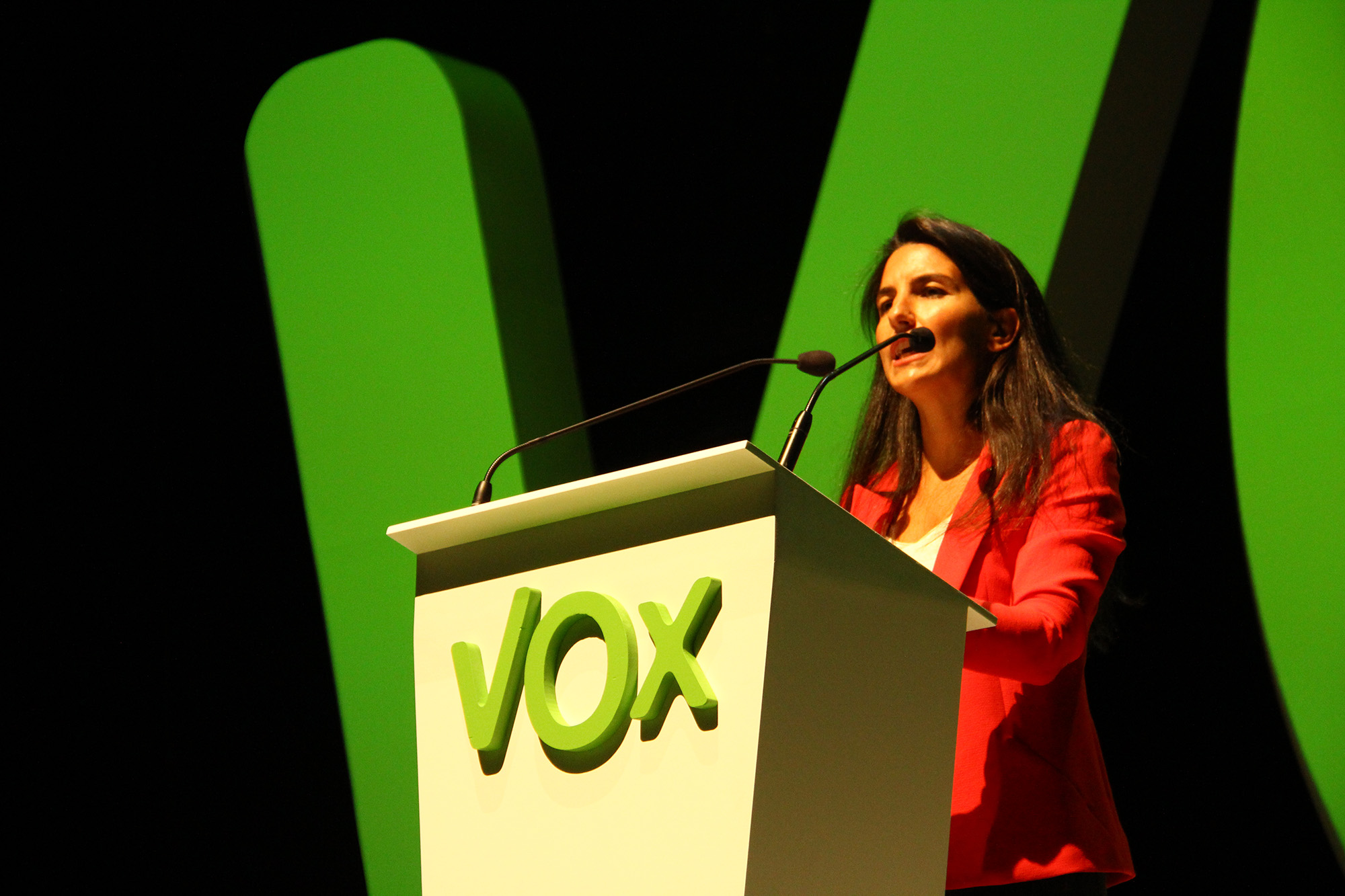
Rocío Monasterio lors d'un meeting de Vox à Vistalegre.

Rocío Monasterio, née le 4 février 1974 à Madrid, est une femme d'affaires et femme politique espagnole membre du parti d'extrême droite Vox.

## Biographie
Rocío Monasterio naît le 4 février 1974 dans une famille cubano-espagnole. Les sources divergent quant à son lieu de naissance, certaines citant Madrid alors que d'autres la situent à Cuba. Rocío Monasterio déclare être née à Madrid. Elle passe une partie de son enfance à Cuba.
Ses ancêtres cubains étaient de grands propriétaires terriens à Cienfuegos. Ils possédaient également la sucrerie Manuelita et la Compañía Azucarera Atlántica del Golfo, qui était cotée à la bourse de New-York. La famille entretenait des liens avec le régime de Fulgencio Batista. Certaines propriétés de la famille Monasterio ont été nationalisées dans les années 1960 à la suite de la révolution cubaine, conduisant une partie de la famille à immigrer en Espagne. Son père a ouvert le premier Kentucky Fried Chicken (KFC) du pays en 1972.
Elle est titulaire d'un diplôme en architecture obtenu à l'université polytechnique de Madrid. Elle dirige une entreprise d'aménagement de logements de luxe. Elle intervient par ailleurs régulièrement dans les médias, participant chaque semaine au talk-show politique El gato al agua sur Intereconomía TV, ainsi qu'à divers programmes sur CNN en Español, notamment pour commenter l’actualité de Cuba.
Elle est mariée à l'homme politique Iván Espinosa de los Monteros y de Simón. Architecte de formation, elle a elle-même conçu les plans de la maison dans laquelle le couple a emménagé en 2012. Construite par une entreprise appartenant à son époux, la valeur de la maison est estimée à trois millions d'euros.
Elle est candidate aux élections à l'Assemblée de Madrid de 2019, lors desquelles elle est élue députée.

## Positions politiques
Elle a fondé la « plateforme pour les libertés » et le « forum d'action de 78 », une association de débats. Elle combat les études de genre. Elle s'oppose au droit à l'avortement. Lors de la marche pro-vie du 15 avril 2018, elle déclare que Vox était présent « parce que nous considérons qu'il est fondamental de protéger la vie, la maternité, la paternité et la famille ». En décembre 2016, elle signe une pétition déplorant notamment l'interdiction en Espagne des thérapies de conversion pour les homosexuels. Elle s'oppose au mariage homosexuel. Le 18 juin 2021, au Parlement de Madrid, Rocío Monasterio prononce un discours virulent contre les institutions démocratiques madrilènes, relayé par le journal El País. Elle exige notamment que la présidente de la communauté de Madrid, Isabel Díaz Ayuso, abroge le plus rapidement possible toutes les lois sur les droits des personnes LGBTI, sur le genre, ainsi que les lois contre les violences sexistes en vigueur dans la communauté de Madrid.
Elle est négatrice du changement climatique d'origine humaine.
Elle dénonce l’immigration africaine et se prononce pour l'expulsion immédiate des sans-papiers. En revanche, elle justifie l'immigration en provenance du Venezuela et de Cuba, estimant que les migrants originaires de ces pays fuyaient des « dictatures ». Elle a participé à des rassemblements anticommunistes dénonçant le régime en place à Cuba. Elle a également attaqué le député de Podemos Serigne Mbayé sur le fait qu’il soit arrivé illégalement en Espagne et qu’il en aurait « profité ». Ce dernier avait par ailleurs été victime d’une publication du compte Instagram de Vox, dans laquelle sa photo était affichée avec la légende « Nous allons le déporter ». Lors de son discours du 18 juin, Rocío Monasterio a cependant indiqué qu’il n’y avait aucun problème de racisme en Espagne.
Elle se montre très critique à l'encontre de la mémoire historique sur le régime franquiste et se prononce pour la suppression des noms de rue rendant hommage à des figures de la lutte contre le franquisme, comme Largo Caballero.